# Die Seejungfrau
Die Seejungfrau is een symfonisch gedicht van de componist Alexander von Zemlinsky (1871-1942), gecomponeerd in 1902 en 1903 en gebaseerd op het sprookje Den lille Havfrue (De kleine zeemeermin) uit 1836 van de Deense schrijver Hans Christian Andersen. Losjes op dit sprookje is ook Antonín Dvořáks opera Rusalka gebaseerd.

## Ontstaan

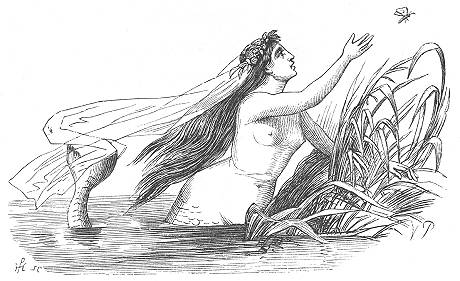
De kleine zeemeermin, getekend door Vilhelm Pedersen

De eerste stadia van Zemlinsky's bestaan als componist en muziekpedagoog waren veelbelovend. Zijn tweede opera Es war einmal werd door Gustav Mahler geaccepteerd voor opvoering door de Weense Staatsopera en hij had een zeer veelbelovende compositieleerling in de persoon van Arnold Schönberg. Later veranderde dat. Een mislukte liefdesaffaire, problemen met zijn benoeming tot directeur van de Staatsoper Unter den Linden in Berlijn en de opkomst van het nazisme (Zemlinsky was Jood, dus Entartet) deden hem de das om. Hij vluchtte via Zwitserland naar de Verenigde Staten.
Die Seejungfrau was een van zijn pogingen om een voet tussen de deur te krijgen bij het Weense muziekestablishment en zijn problemen van zich af te componeren. Sprookjes als deze en die in de opera Der Traumgörge en Der Zwerg zijn sterk autobiografisch getint: hij portretteerde zichzelf als dromer en lelijke dwerg. Aan de andere kant tonen al deze werken vakmanschap, lyriek (hoewel soms bitterzoet) en warmte.
Die Seejungfrau is als compositie te danken aan de mislukte liefdesaffaire. Zemlinsky ontmoette Alma Schindler, de promiscue femme fatale van Wenen en de latere echtgenote van Gustav Mahler, bij een diner en werd direct gegrepen door haar schoonheid en glamour. Het schijnt dat haar uitspraak dat zij de opera Tristan en Isolde als haar favoriete compositie zag, Zemlinsky als een magneet naar haar toetrok. Haar eerste indruk van hem was die van "een man zonder kin, klein, met bolle ogen en dodelijk lelijk", maar het belette haar niet privélessen compositie bij hem te nemen. Na een amoureus aantrek- en afstootspelletje dat ongeveer twee jaar duurde, stopte Alma abrupt met haar muzieklessen bij hem. Onduidelijk is of zich meer dan muziekles heeft afgespeeld tussen de twee.
In ieder geval trouwde Alma iets later met Mahler. Antony Beaumont heeft in zijn uitgebreide studie van de componist erop gewezen dat Zemlinsky het componeren van Die Seejungfrau gebruikte om van zijn kater af te komen.
De première vond plaats op 25 januari 1905, tegelijk met Schönbergs Pelleas und Melisande (naar Maeterlincks Pelléas et Mélisande) en was geen succes. Daardoor trok Zemlinsky het werk voor verdere uitvoering terug, zodat een opvoering in Berlijn niet doorging. Toen hij in 1938 uit Europa vluchtte en in New York aankwam, bleek dat hij maar twee delen van het werk bij zich had. Pas in 1984 werd het derde deel teruggevonden. Het complete werk werd in datzelfde jaar in première gebracht door de Oesterreichische Jugendphilharmonie, geleid door Peter Gülke.

## Programma
Als programmatische muziek (die overigens heel goed als absolute muziek valt te beluisteren) is Die Seejungfrau gebaseerd op Andersens verhaalverloop. Daarin redt een zeemeermin een prins van de verdrinkingsdood en wordt verliefd op hem. Omdat zo’n liefde niet werkt, bezoekt de zeemeermin de zeeheks en ruilt haar stem (haar tong wordt uitgesneden) voor een humane, sterfelijke verschijning. Maar het werkt nog niet, want de prins verliest zijn interesse in haar en dat zal de dood van de zeemeermin betekenen. Als de prins een ander (een ‘echt’ meisje) trouwt, proberen de zusters van de zeemeermin de zeeheks te overreden haar te redden. De zeeheks zegt dat ze wel wat kan doen, maar dan moet de zeemeermin de prins eerst vermoorden. Maar de zeemeermin kan dit niet opbrengen. Met gebroken hart stort ze zich in zee in de hoop te verdrinken. Ze wordt echter getransformeerd en krijgt nog een kans haar onsterfelijke ziel te redden. Volgens Beaumont zag Zemlinsky zichzelf als de zeemeermin en Alma als de prins.

## Beschrijving
De orkestratie is: 4 fluiten; 2 piccolo's; 4 hobo’s; Engelse hoorn; 3 klarinetten; basklarinet; 3 fagotten; 6 hoorns; 3 trompetten; 4 trombones; tuba; pauken; slagwerk, 2 harpen en strijkers.
De uitvoeringsduur is ongeveer 45 minuten. Het werk heeft drie delen die zonder onderbreking in elkaar overgaan:
1. Sehr mäßig bewegt
2. Sehr bewegt, rauschend
3. Sehr gedehnt, mit schmerzvollem Ausdruck.

De muziek begint donker en mysterieus en mondt uit in een thema waarin de beweging van de zee wordt uitgebeeld. Hiermee in contrast staat een stijgende solovioolmelodie waarin de zeemeermin wordt geportretteerd. Aan het eind van het eerste deel, als het schip van de prins vergaat, culmineert het 'zee'-thema in een grote uitbarsting. Deel 2 geeft het verlangen van de zeemeermin weer naar de mensenwereld. Door een suggestief crescendo, waarin harp, triangel en klokkenspel een belangrijke rol spelen, wordt de golvende zee uitgebeeld. Heftige passages geven het bezoek aan de zeeheks weer, waarna een dramatisch hoogtepunt de uitzichtloosheid symboliseert van het lot van de zeemeermin. In het slotdeel is het huwelijk van de prins het onderwerp, evenals de aanstaande verdrinkingsdood van de zeemeermin, die uitloopt in haar triomfantelijke transformatie. De muziek verenigt de thema's uit de voorgaande delen in een kunstig vlechtwerk, dat plotseling afbreekt in verstilling. Hierna neemt de muziek een positieve wending. Het 'zee'-thema keert terug in zijn aanvankelijke vorm en het werk sluit af in een hemelse apotheose.
Zemlinsky hanteert een laatromantisch muzikaal idioom dat enigszins verwant is aan dat van Richard Strauss. Door de geraffineerde instrumentatie en de kunstige verwevenheid van thema's vertoont het toch een zeer eigen, weelderig klankbeeld.

## Discografie
- Radio Symphonie-Orchester Berlin o.l.v. Riccardo Chailly. Decca, 1984.
- Sinfonieorchester des Südwestfunks o.l.v. Václav Neumann. Wergo, 1988.
- Noord Nederlands Orkest o.l.v. Jacek Kaspszyk. Vanguard, 1995.
- Deens Radio Symfonieorkest o.l.v. Thomas Dausgaard. Chandos, 1997.
- Gürzenich Orchester Köln o.l.v. James Conlon. EMI, 2001.
- Tsjechisch Filharmonisch Orkest o.l.v. Antony Beaumont. Chandos, 2003.
- Koninklijk Deens Orkest o.l.v. Thomas Dausgaard. Dacapo, 2005.
- New Zealand Symphony Orchestra o.l.v. James Judd. Naxos, 2006.